# 낙남정맥

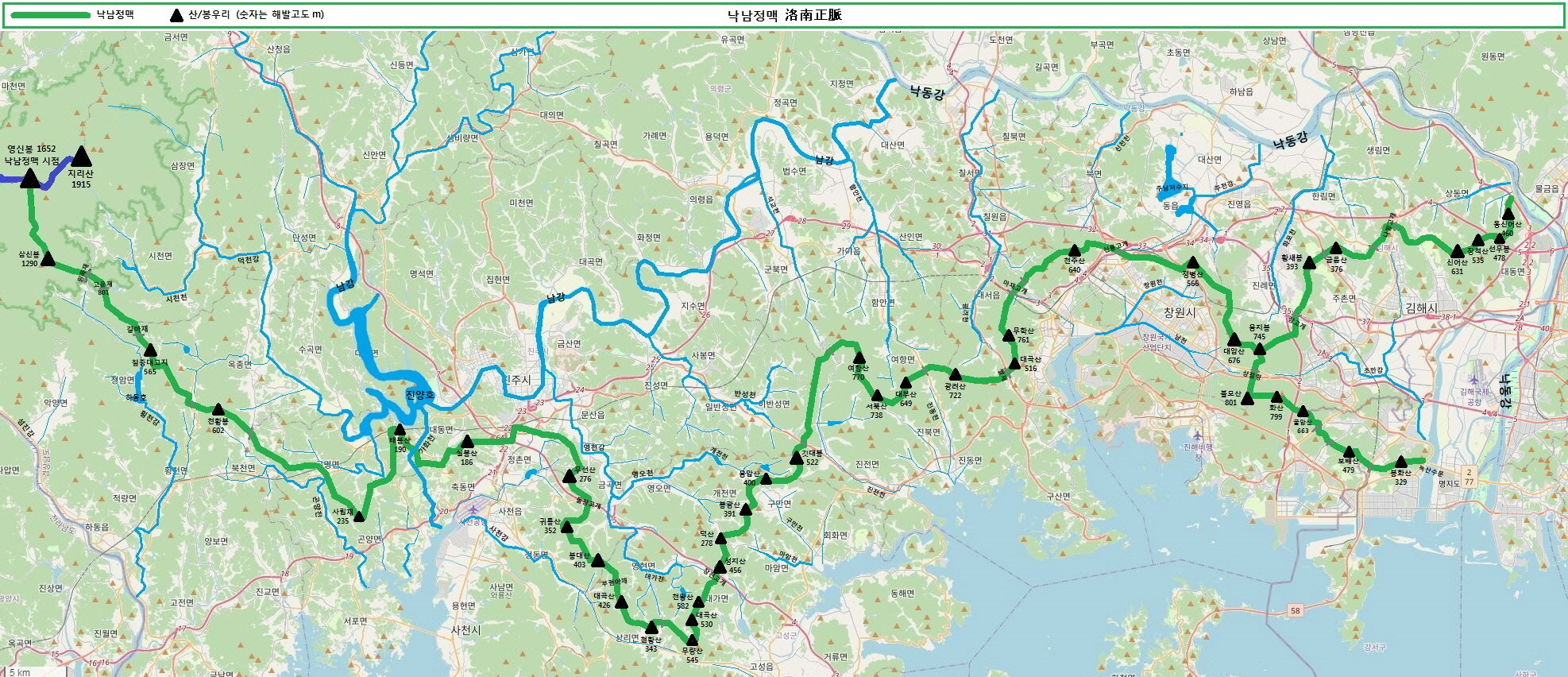
낙남정맥과 신낙남정맥

낙남정맥(洛南正脈)은 한반도 13정맥의 하나로 백두대간에서 갈라져 지리산의 영신봉(靈神峰)에서 김해 분성산(盆城山)에 이르는 산줄기의 이름이다. 오늘날에는 동(東)신어산을 종점으로 본다.

## 주요 산
낙남정맥은 조선시대 조상들이 인식하던 한반도의 산줄기체계는 하나의 대간(大幹)과 하나의 정간(正幹), 정맥으로 이루어진 것으로 산과 물이 조화를 이루어야 한다는 사상에서 비롯된 이들 맥은 10대 강의 유역을 가름하는 분수산맥을 기본으로 삼고 있어 대부분의 산맥 이름이 강 이름과 밀접한 관련을 가진다.
낙남정맥은 낙동강 남쪽에 위치한 정맥으로, 백두산에서 시작된 백두대간이 끝나는 지리산의 영신봉에서 동남쪽으로 흘러, 북쪽으로 남강의 진주와 남쪽의 하동·사천 사이로 이어져, 동쪽으로 마산·창원 등지의 높이 300∼800m의 높고 낮은 산으로 연결되어 김해의 동신어산에서 끝난다.
서쪽에서는 섬진강 하류와 남강 상류를 가르고, 동쪽에서는 낙동강 남쪽의 분수령이 된다. 연결되는 산은 옥녀산(玉女山, 614m)·천금산(千金山)·무량산(無量山, 579m)·여항산(餘航山, 744m)·광로산(匡盧山, 720m)·구룡산(九龍山, 434m)·불모산(佛母山, 802m) 등으로 그 길이는 약 232 km이다.
이 산줄기는 전라도 지방의 호남정맥(湖南正脈) 남쪽 산줄기와 더불어 남해안 지방과 내륙지방을 자연스럽게 분계하고 있다. 이 산줄기의 남쪽 해안지방은 연평균기온이 제주도 다음으로 따뜻한 14°C이며, 난온대산림대(暖溫帶山林帶)를 형성하고, 귤나무의 북한계가 된다.
현대에 낙남정맥을 가로지르는 인공하천 가화천이 생겨나 낙남정맥은 진주시에서 내동면 유수리 지역에서 절단된 상태이다. 그리고 낙남정맥이 낙동강의 하구에서 끝나지 않는 문제로 인해 낙남정맥에서 분기하는 '신낙남정맥'이라는 산맥이 명명되었다. 또한 낙남정맥이 낙동강과 서낙동강 어디에도 이르지 않는 문제 때문에 신어산을 너머 동(東)신어산까지를 낙남정맥에 포함시키는 추세다.

## 비교
『산경표』에 기록되어 있는 산이름은 다음과 같다.
- 옥녀산(玉女山, 614m)
- 천금산(千金山)
- 무량산(無量山, 579m)
- 여항산(餘航山, 744m)
- 광로산(匡盧山, 720m)
- 구룡산(九龍山, 434m)
- 불모산(佛母山, 802m)

## 신낙남정맥
신(新)낙남정맥은 낙남정맥이 낙동강의 하구에서 끝나지 않는 문제를 해결하기 위해 만들어진 개념으로 용지봉에서 낙남정맥과 남동쪽 방향으로 갈라져 불모산-화산-굴암산-너더리고개-두동고개-보배산(보개산)-장고개-봉화산을 지나 낙동강하굿둑 녹산수문에 이르는 24 km의 산맥을 말한다. 신낙남정맥을 낙남정맥으로 봐야 한다는 주장도 있는데, 이를 지지하는 사람은 신낙남정맥과 갈려진 이후의 원래의 낙남정맥을 무척지맥으로 명명하였다. 그러나 신낙남정맥은 기존의 낙남정맥보다 도상거리가 짧다. 

## 같이 보기
- 산경표
- 백두대간
- 낙동정맥
- 낙동강